# Journal of Inflammation Research
Il Journal of Inflammation Research è una rivista medica sottoposta a revisione paritaria che si occupa di ricerca su tutto ciò che riguarda l'infiammazione. La rivista è stata fondata nel 2008 ed è pubblicata dalla Dove Medical Press. Secondo il Journal Citation Reports, il fattore di impatto per il 2020 è stato pari a 6,922.